# Крымский поход на Русь (1507)
Крымский поход на Русь 1507 года — первый вооружённый конфликт между Крымским ханством и Русским государством, вызванный набегом крымских татар на русские земли с целью разорения Верховских княжеств. Вторжение произошло во время русско-литовской войны 1507—1508 годов и носило характер союзных действий по отношению к польско-литовской стороне.
Нападение на белёвские, козельские и одоевские земли в 1507 году вылилось первым открытым боестолкновением между русскими и татарами в череде последующих многочисленных крымских набегов на Русь и ответных походов русских войск на Крым в многовековом противостоянии обеих держав, и во многом предопределило характер будущих внешнеполитических отношений между двумя государствами на несколько столетий вперёд.

## Политическая ситуация
В последние месяцы жизни Ивана III в Казани произошли события, повлекшие за собой очередную русско-казанскую войну. Сначала в Казани был вероломно захвачен прибывший московский посол Михаил Степанович Еропкин-Кляпик. Затем, 24 июня 1505 года, в день проведения большой ярмарки, были совершены массовые нападения на русских купцов, которых тогда было особенно много в Казани. Их личное и торговое имущество было разграблено, а те из купцов, кто не были убиты, попали в плен для получения за них выкупа или для продажи в рабство. В сентябре казанский хан Мухаммед-Амин, бывший ставленником Ивана III, во главе 60-тысячного казанско-ногайского войска осадил Нижний Новгород, но не сумев взять город, с потерями возвратился в Казань. Василий III, занявший престол после смерти отца, в течение 1506 года отправил несколько ответных походов на Казань. Но все посланные русские войска были разбиты казанцами. Одержав несколько крупных и решительных побед над своим недавним союзником, Мухаммед-Амин отправил посольство к Великому князю литовскому и Королю польскому Александру Ягеллончику. Вслед за своим отчимом, крымским ханом Менгли I Гиреем, Мухаммед-Амин слал свои заверения в дружбе и преданности Александру, предлагая союз против Великого князя Василия Ивановича с тем, чтобы весной 1507 года всем одновременно напасть на Россию.

## Начало русско-литовской войны 1507—1508 годов
Видя осложнившуюся внутреннюю и внешнеполитическую ситуацию вокруг Русского государства после восшествия в 1505 году на Великокняжеский престол Василия III, Сигизмунд I, провозглашённый в 1506 году Великим князем литовским и Королём польским, потребовал от Москвы вернуть территории, отошедшие к ней в результате русско-литовской войны 1500—1503 годов согласно Благовещенскому перемирию, заключённому 25 марта 1503 года. Получив отказ, Сигизмунд I принял решение начать новую военную кампанию против Русского государства с целью вернуть утраченные территории.

## Крымский поход на Верховские княжества
Летом 1507 года войско под командованием крымского хана Менгли I Гирея и его старшего сына калги Мехмеда Гирея вышло из Крыма и, согласно договору с Сигизмундом I, двинулось к русским рубежам. Великому князю Василию Ивановичу вскоре стало известно о том, что из Крымского ханства к русским окраинам в направлении Верховских княжеств выступило многочисленное войско.
Направление набега было выбрано очень точно в соответствии с замыслами правительства Сигизмунда I. Объектом нападения были выбраны земли северских князей, но не южные и западные, а самые северные и наиболее близко расположенные к Москве — Белёвские и Одоевские. Это должно было показать всем новым московским служилым князьям, что Москва не сможет защитить их владений и им грозит неминуемое разорение, если они не возвратятся в Литву.— Н. К. Фомин

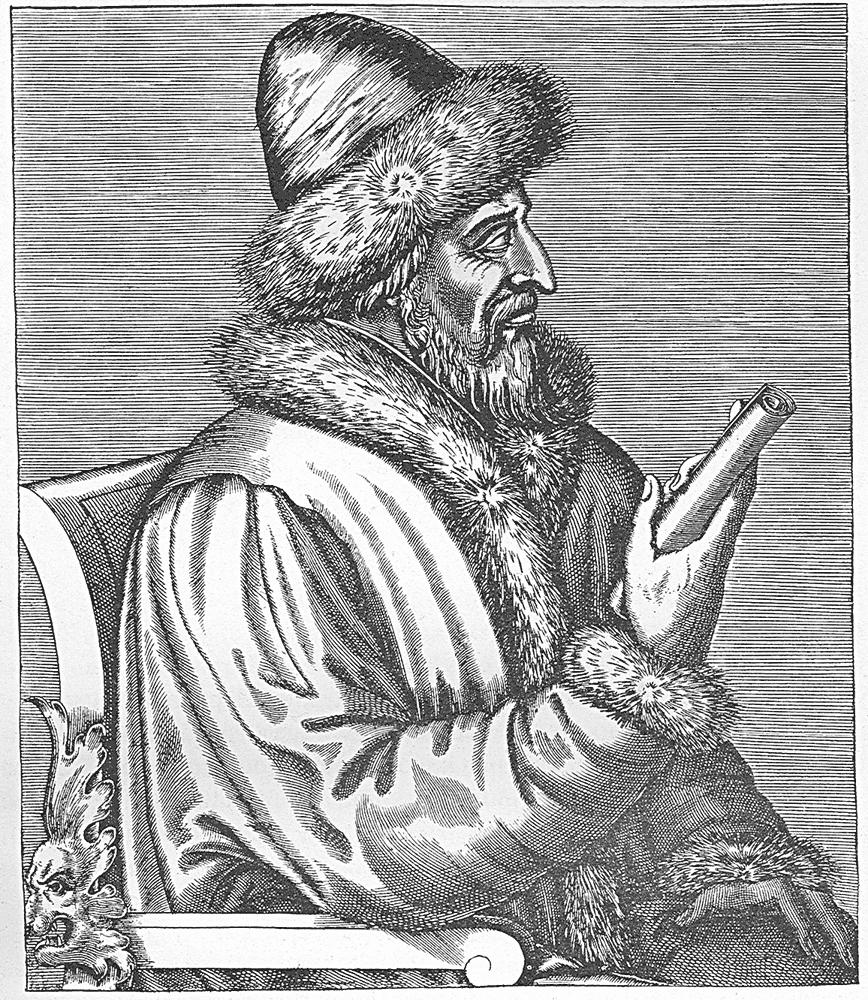
Василий III на французской гравюре Андре Теве

Навстречу татарскому войску Василий III отправил из Москвы в Белёв своих воевод: князя Ивана Ивановича Холмского-Кашу и окольничего князя Константина Фёдоровича Ушатого, к которым должны были присоединиться местные служилые князья: белёвский воевода князь Василий Семёнович Одоевский по прозвищу Швих, князь Иван Михайлович Воротынский и козельский наместник князь Александр Иванович Стригин-Оболенский. Но вскоре Менгли Гирей был вынужден остановить свой поход на север.
Сторонники Василия III в Ногайском юрте, с которыми он наладил дипломатические отношения, узнав, что крымский хан повёл своё войско в набег на русские земли, не преминули воспользоваться возможностью организовать собственное вторжение в Крым и, тем самым, пресечь попытки Гиреев лишить Ногайскую орду независимости.
Едва узнав о ногайском походе, Менгли Гирей приказал своему сыну Мехмеду развернуть бо́льшую часть своего войска и спешить навстречу ногайцам. А чтобы не нарушить договорённостей и не расторгнуть союза с Литвой, Менгли Гирей приказал своему мурзе Занесеиту Янкуватовичу продолжить с оставшимися отрядами набег на русские земли. На обратном пути с Мехмедом случился несчастный случай. Он упал с лошади и сильно разбился. После единственной битвы крымское войско вернулось в Крым, а ногайцы, с незначительными потерями, ушли обратно на Волгу.
Находясь в Воротынске, воеводы Великого князя получили известие о совершённом крымском набеге. Разграбив и разорив белёвские, козельские и одоевские земли, татары захватили большое число невольников и повернули обратно в степь.
Русское войско отправилось в погоню и настигло крымскую орду на берегах Оки, где 9 августа произошла битва, в результате которой татарские загоны были полностью разбиты, а многие выжившие татары были захвачены в плен. Всех русских невольников удалось освободить. Русские полки преследовали уцелевшие крымские отряды до реки Рыбницы, впадающей в Оку.
Пленные татары, принимавшие участие в нападении на белёвские, козельские и одоевские земли, были подвергнуты допросу, на котором показали, что крымскотатарским войском, совершившим набег на Верховские княжества, руководил мурза Занесеит Янкуватович. 14 августа к Василию III от воевод прибыл гонец Гридя Афанасьев с вестью о победе русского войска над крымской ордой.

## Последующие события
После победы русского войска в битве на Оке 9 августа 1507 года татарские отряды были вынуждены отойти от границ Русского государства и возвратиться в Крым. Отразив нападение татар на Верховские княжества, Василий III получил возможность сосредоточить все силы на войне с Литвой в результате чего русские войска перешли в наступление и сумели войти в глубь Литовского княжества.
Несмотря на многочисленные литовские подарки и заключённый союз с правительством Сигизмунда, Менгли Гирей отправил посольство мятежным литовским князьям, поднявшим восстание во главе с Глинским, с предложением перейти на крымскую службу и обещанием утвердить за ним Киев. Но уже в мае 1508 года Глинский принял предложение Василия III, присягнув ему на верность и приняв московское подданство.
Одновременно хан поддерживал и Сигизмунда, намереваясь под предлогом военной поддержки прислать татарские отряды под Киев и Вильно. Но в письме Менгли Гирею от 11 июня 1508 года Сигизмунд спешил отказаться от такой помощи, поскольку восстание Глинского к тому времени было подавлено, а литовские войска уже подошли к московским границам. В том же письме Сигизмунд просил Менгли Гирея подтвердить их дружбу и послать войска на Брянск, Стародуб Северский и Новгород Северский, а также писал, что немедленно высылает в Крым деньги. Оценив бесперспективность продолжения переговоров с Глинским, Менгли Гирей вновь обратился к соглашению с королём Сигизмундом I и в ответ на его просьбу летом 1508 года послал крымскую орду во второй поход на Русское государство в новгород-северские земли, чтобы зайти в тыл русским войскам.

## Значение
Несмотря на то, что набеги татарских загонов и самостоятельные походы крымских мурз на Русь совершались и до начала русско-литовской войны 1507—1508 годов, крымский хан Менгли Гирей всегда придерживался позиции непричастности и неосведомлённости о самовольных действиях своих военачальников. Возникающие из-за подобных набегов конфликты с Москвой урегулировались дипломатическим путём, а Менгли Гирей накладывал на своих мурз ханскую «опалу».
Крымский поход на Верховские княжества 1507 года, совершённый вследствие заключения крымско-литовского союза, явился первым межгосударственным вооружённым конфликтом между Крымским ханством и Русским государством, ознаменовав собой начало русско-крымских войн, завершившихся прекращением существования Крымского ханства и включением Крыма в состав Российской империи указом Екатерины II от 8 апреля 1783 года.
До того оборона окраин Русского государства как правило возлагалась на местных воевод, но в данном случае Василий III посчитал вторжение крымских татар на Верховские княжества серьёзной угрозой и счёл необходимым послать для их защиты московских воевод.